# Vepris boiviniana
Vepris boiviniana är en vinruteväxtart som först beskrevs av Henri Ernest Baillon, och fick sitt nu gällande namn av W. Mziray. Vepris boiviniana ingår i släktet Vepris och familjen vinruteväxter. Inga underarter finns listade i Catalogue of Life.